# São Rafael
São Rafael är en kommun i Brasilien.   Den ligger i delstaten Rio Grande do Norte, i den östra delen av landet, 1 600 km nordost om huvudstaden Brasília. Antalet invånare är 8 106. São Rafael ligger vid sjöarna  Lagoa Quixere och Açude Macaco.
Omgivningarna runt São Rafael är huvudsakligen savann. Runt São Rafael är det glesbefolkat, med 14 invånare per kvadratkilometer.